# Mr.Children
Mr.Children（ミスター・チルドレン）は、日本の4人組ロックバンドである。所属事務所はエンジン（烏龍舎傘下）。レコード会社はトイズファクトリー。1989年に結成、1992年にメジャーデビュー。略称および愛称は「ミスチル」。公式ファンクラブは「FATHER & MOTHER」。

## 概要
1992年5月10日、ミニ・アルバム『EVERYTHING』でメジャー・デビュー。
シングルでは1993年発売の4thシングル『CROSS ROAD』がロングヒット、ミリオンセラーとなりブレイクを果たすと、1994年発売の5thシングル『innocent world』で初のオリコンチャート1位を獲得し瞬く間に人気となる。同年発売の6thシングル『Tomorrow never knows』と1996年発売の10thシングル『名もなき詩』はダブルミリオンとなるなど、これまでにシングル10作品でミリオンセラーを達成している。
アルバムでは1994年発売の4thアルバム『Atomic Heart』と1997年発売の6thアルバム『BOLERO』がトリプルミリオン、1996年発売の5thアルバム『深海』と2001年発売のベスト・アルバム『Mr.Children 1992-1995』 がダブルミリオンとなるなど、アルバム14作品でミリオンセラーを達成している。
さらにシングルでは『innocent world』と『名もなき詩』が、アルバムでは2007年発売の13thアルバム『HOME』と2012年発売のベスト・アルバム『Mr.Children 2005-2010 <macro>』、2017年発売の期間限定配信ベスト・アルバム『Mr.Children 1992-2002 Thanksgiving 25』がオリコン年間チャート1位を獲得している。
2020年発売の20thアルバム『SOUNDTRACKS』がオリコン週間チャートにて1位を獲得。1990年代、2000年代、2010年代に続いて、2020年代でも1位を獲得し、根強い人気を証明することとなった。
また、10年以上の期間を空けての『日本レコード大賞』受賞は、バンドとしては初となる快挙（1994年の「innocent world」と2004年の「Sign」）となった。

### バンド名の由来
デビュー前、THE WALLSという名で活動していたが、1988年12月、渋谷のロイヤルホストにてMr.Childrenに改名。
バンド名の「Children」は、当時彼らが好んでいたイギリスのバンド・THE MISSIONが1988年に発売したアルバム『CHILDREN』や、同じくイギリスのバンド・The Railway Children、世界中の飢えや貧困に苦しむ子供を写したロバート・キャパの写真集『戦争・平和・子どもたち』（原題は『The Family of Children』）、彼らの音楽性に最も影響を与えたU2のアルバムジャケットなどに由来する。
改名当初は響きを重視していたためバンド名に深い意味合いを持たせていなかったが、メジャー・デビュー後に所属事務所から「もっとプレゼンが上手くならないといけない」と求められる。
そこに「Mr.」を付けた意図について桜井は「“ミスター”と“チルドレン”は正反対に思えるが、“形にこだわらない”“カテゴライズされない”という意味で、自分たちの音楽が大人から子供まで幅広い人たちの心に残るものになって欲しくて、この言葉を組み合わせた」と語っている。一方で消去法的に編み出された一面もあり、中川は「当時のバンド名には“ザ”から始まるものがやたら多くて、だったら次は“ザ”が付かないものが良いよね、とは話した」と話している。

### バンド名の表記
本来「Mr.」の後には空白文字を入れるが、「Mr.Children」は空白文字を挿入しない（デビュー当初の一部表記には空白が見られた）。表記については「Mr.Children」が最も多用されているが、「MR.CHILDREN」、「mr.children」という表記もある。
アマチュア時代はカセットテープ、参加したオムニバス・アルバム、ライブ告知用のフライヤー、掲載雑誌、所属事務所発行の「御苑プレス」、直筆メッセージなどはすべて「MR.CHILDREN」を使用していた。
1stアルバム『EVERYTHING』では「Mr.Children」、「MR.CHILDREN」（表ジャケットと中ジャケット）、「MR. CHILDREN」（スペース有り）、「Mr.CHILDREN」の表記が混在しており、以降の作品や雑誌などでも箇所によって表記が異なるものが存在している。

## メンバー
| 名前     | 担当                                      | 生年月日               | 出身地 | 血液型 |
| -------- | ----------------------------------------- | ---------------------- | ------ | ------ |
| 桜井和寿 | ボーカル ギター ブルースハープ ピアノ     | 1970年3月8日（55歳）   | 東京都 | O型    |
| 田原健一 | ギター グロッケン マンドリン ピアニカ     | 1969年9月24日（55歳）  | 福岡県 | O型    |
| 中川敬輔 | ベース                                    | 1969年8月26日（55歳）  | 長崎県 | A型    |
| 鈴木英哉 | ドラムス パーカッション ボーカル コーラス | 1969年11月14日（55歳） | 東京都 | A型    |

## 影響
邦楽では浜田省吾、甲斐バンド、井上陽水、YMO、ECHOES、佐野元春、尾崎豊など。
洋楽ではブルース・スプリングスティーン、シンディー・ローパー、リサ・ローブ、レディオヘッドなどの影響を受ける。デビュー当時から大きく影響を受けたバンドの1つにはU2があり、桜井は「変化することでより多くのものを巻き込んでいく姿勢」など精神的な面でも影響を受けたと語っている。

## 経歴

### バンド結成からメジャー・デビューまで
1985年（昭和60年）、関東高等学校（現・聖徳学園高等学校）の軽音楽部に所属していた桜井和寿と中川敬輔、桜井が野球部から軽音楽部に誘った田原健一、ドラマーと女性キーボードによる5人組バンド・Beatnikを結成。
1987年（昭和62年）、バンド名をTHE WALLSへ改名。
1988年（昭和63年）、ソニーのコンクールのテープ審査を通過したが最終選考前にドラマーが脱退。次のドラマーを探す中で吉祥寺のライブハウスへ出演した際、田原・中川とは中学時代の同級生で当時は他のバンドにて活動していた鈴木英哉が目に留まり、バンドに誘う。桜井は当時について「とにかく決勝が迫っていたので誰でも良かった」、鈴木は「土下座して頼まれたので、仕方なく受けた」と話している。ソニーのオーディションには落選したものの後日正式に加入、現在のメンバーとなる。
1989年（昭和64年）にバンド名をMr.Childrenへと改名後、ライブハウス「渋谷La.mama」を中心にライブ活動を行っていた。同年8月には初の自主制作テープ「Hello, I Love You」を制作。
1990年に入り、プロデビューの話も舞い込むようになる。その後、トイズファクトリーと契約を交わしプロデューサーとして小林武史を迎え入れ、メジャーデビューに向けてレコーディングが始まる。

### 1992年 - 2001年
※オフィシャル・ウェブサイト「Biography」参照
- 1992年（平成4年）
  - 5月10日：1stアルバム『EVERYTHING』でメジャーデビュー。
  - 5月19日：メジャーデビュー後初のツアー『'92 Tour Everything』スタート。
  - 5月25日：日清パワーステーションでデビュー後初となるワンマンライブ開催。
  - 8月21日：アルバム『EVERYTHING』からのリカットとなる1stシングル『君がいた夏』発売。FM802の8月度ヘヴィー・ローテーションに選ばれる[28]。
  - 9月21日：『'92 Your Everything Tour』スタート。
  - 12月1日：2ndシングル『抱きしめたい』、2ndアルバム『Kind of Love』同時発売。アルバムは3年に渡るロングヒットでミリオンセラーに。
  - 12月7日：『'92-'93 Kind of Love Tour』スタート。
- 1993年（平成5年）
  - 7月1日：3rdシングル『Replay』発売。江崎グリコ「ポッキー」のCMソングに起用、初の本格的なタイアップ作品となる[11]。
  - 9月1日：3rdアルバム『Versus』発売。
  - 9月23日：『'93 Versus tour』スタート。
  - 11月10日：4thシングル『CROSS ROAD』発売。ロングセラーとなり、自身初のミリオンセラーとなる。
  - 12月17日：テレビ朝日系音楽番組『MUSIC STATION』初出演（演奏曲は「CROSS ROAD」）。
- 1994年（平成6年）
  - 6月1日：5thシングル『innocent world』発売。バンド初のオリコンチャート1位を獲得。193万枚を売り上げ、同年の年間シングル売上1位獲得。
  - 9月1日：4thアルバム『Atomic Heart』発売。340万枚を突破し当時の歴代アルバム最高売上を記録。
  - 9月18日：『mr.children '94 tour innocent world』スタート。
  - 11月10日：6thシングル『Tomorrow never knows』発売。自身最高となる276万枚の大ヒットとなった。
  - 12月12日：7thシングル『everybody goes -秩序のない現代にドロップキック-』発売。
  - 12月31日：第36回日本レコード大賞受賞（受賞曲は「innocent world」）。
- 1995年（平成7年）
  - 1月7日：『Mr.Children '95 Tour Atomic Heart』スタート。
  - 1月23日：桑田佳祐 & Mr.Children名義でシングル『奇跡の地球』発売。収益金はすべてアクト・アゲインスト・エイズ (Act Against AIDS) 基金へ寄付した。
  - 4月25日：書籍『【es】 Mr.Children in 370 DAYS』発売。
  - 4月28日：桑田佳祐 & Mr.Childrenとしてのライブ・イベント『LIVE UFO '95 "Acoustic Revolution with Orchestra" 奇跡の地球』スタート。
  - 5月10日：8thシングル『【es】 〜Theme of es〜』発売。
  - 6月3日：東宝配給映画『【es】 Mr.Children in FILM』公開。
  - 7月16日：『Mr.Children STADIUM TOUR -Hounen Mansaku- 夏祭り1995 空 [ku:]』スタート。
  - 8月10日：9thシングル『シーソーゲーム 〜勇敢な恋の歌〜』発売。同日、フジテレビ系列のバラエティー番組『笑っていいとも!』のコーナー「テレフォンショッキング」にバンドとして初出演。奥田民生の紹介で出演し、メンバーは河相我聞を紹介した。
  - 12月15日：ドキュメンタリー・ビデオ『【es】 Mr.Children in FILM』発売。
- 1996年（平成8年）
  - 2月5日：10thシングル『名もなき詩』発売。初動売上120.8万枚は当時のオリコン歴代1位の記録であった[29]。同年の年間シングル売上では2年ぶり2度目の1位を獲得した。
  - 4月10日：11thシングル『花 -Mémento-Mori-』発売。
  - 6月24日：5thアルバム『深海』発売。
  - 8月8日：アルバム『深海』からのリカットとなる12thシングル『マシンガンをぶっ放せ -Mr.Children Bootleg-』発売。
  - 8月24日：『Mr.Children TOUR "REGRESS OR PROGRESS" '96〜'97』スタート。
- 1997年（平成9年）
  - 2月5日：13thシングル『Everything (It's you)』発売。本作で4年連続で年間シングルTOP10入りを果たした。
  - 3月5日：6thアルバム『BOLERO』発売。売上328万枚を記録し、同年の年間アルバム売上2位を獲得した。
  - 3月23日：初のドーム公演『Mr.Children TOUR "REGRESS OR PROGRESS" '96〜'97 FINAL』を福岡ドームで開催。ツアーファイナルとなる3月28日の東京ドーム公演をもって活動休止することを発表。
  - 4月25日：ミュージック・ビデオ集『music clips ALIVE』発売。
  - 9月10日：メイキング・ビデオ『regress or progress '96-'97 DOCUMENT』発売。
  - 10月8日：ライブ・ビデオ『regress or progress '96-'97 tour final IN TOKYO DOME』発売。
- 1998年（平成10年）
  - 2月11日：活動休止中に14thシングル『ニシエヒガシエ』発売。
  - 10月21日：15thシングル『終わりなき旅』を発売し、音楽活動を本格的に再開。シングル10作目のミリオンセラーを記録。
- 1999年（平成11年）
  - 1月13日：16thシングル『光の射す方へ』発売。
  - 2月3日：7thアルバム『DISCOVERY』発売。同日、赤坂BLITZでライブを開催。
  - 2月13日：『Mr.Children TOUR '99 "DISCOVERY"』スタート。
  - 5月12日：17thシングル『I'LL BE』発売。
  - 9月8日：8thアルバム『1/42』（ライブ・アルバム）を50万枚限定生産で発売。
- 2000年（平成12年）
  - 1月13日：18thシングル『口笛』発売。
  - 8月9日：19thシングル『NOT FOUND』発売。
  - 9月27日：9thアルバム『Q』発売。
  - 10月14日：『Mr.Children Concert Tour Q』スタート。
- 2001年（平成13年）
  - 6月21日：ライブ・ビデオ/DVD『Mr.Children TOUR '99 DISCOVERY』『regress or progress '96-'97 tour final IN TOKYO DOME』DVD版を同時発売。
  - 7月11日：ベスト・アルバム『Mr.Children 1992-1995』『Mr.Children 1996-2000』同時発売。2作合計で420万枚の大ヒットとなる。
  - 7月14日：『Mr.Children CONCERT TOUR POPSAURUS 2001』スタート。
  - 8月22日：20thシングル『優しい歌』、ライブ・ビデオ/DVD『Mr.Children Concert Tour Q 2000～2001』同時発売。
  - 11月7日：21stシングル『youthful days』発売。
  - 11月27日：書籍『Mr.Children 詩集「優しい歌」』発売。

### 2002年 - 2011年
- 2002年（平成14年）
  - 1月1日：22ndシングル『君が好き』、ライブ・ビデオ/DVD『MR.CHILDREN CONCERT TOUR POPSAURUS 2001』同時発売。
  - 5月10日：デビュー10周年記念日に10thアルバム『IT'S A WONDERFUL WORLD』発売。
  - 7月10日：23rdシングル『Any』発売。
  - 7月22日：桜井に小脳梗塞の疑いが生じ、更なる検査と充分な静養が必要であると診断されたため予定していたホール・アリーナツアーの開催中止、年内の活動休止を発表[30]。
  - 12月11日：24thシングル『HERO』発売。
  - 12月21日：横浜アリーナにて一夜限りのライブ『MR.CHILDREN DEAR WONDERFUL WORLD IT'S A WONDERFUL WORLD ON DEC 21』開催。
- 2003年（平成15年）
  - 3月26日：ライブDVD『wonederful world on DEC 21』発売。
  - 9月1日：「タガタメ」がラジオ限定でオンエア開始。
  - 11月19日：25thシングル『掌/くるみ』発売。
- 2004年（平成16年）
  - 4月7日：11thアルバム『シフクノオト』発売。
  - 5月26日：26thシングル『Sign』発売。同年の年間シングル売上2位を記録した。
  - 6月12日：『Mr.Children Tour 2004 シフクノオト』スタート。
  - 12月21日：ライブDVD『Mr.Children Tour 2004 シフクノオト』発売。
  - 12月31日：第46回日本レコード大賞受賞（10年ぶり2度目、受賞曲は「Sign」）。
- 2005年（平成17年）
  - 6月29日：27thシングル『四次元 Four Dimensions』発売。
  - 7月16日 - 18日：野外音楽フェスティバル『ap bank fes '05』出演。
  - 9月21日：12thアルバム『I ♥ U』発売。
  - 11月12日：『MR.CHILDREN DOME TOUR 2005 "I ♥ U"』スタート。
- 2006年（平成18年）
  - 5月10日：ライブDVD『MR.CHILDREN DOME TOUR 2005 "I ♥ U" 〜FINAL IN TOKYO DOME〜』発売。
  - 7月5日：28thシングル『箒星』発売。
  - 7月15日 - 17日：野外音楽フェスティバル『ap bank fes '06』出演。
  - 11月15日：29thシングル『しるし』発売。
- 2007年（平成19年）
  - 1月24日：30thシングル『フェイク』を40万枚限定生産で発売。
  - 3月14日：13thアルバム『HOME』発売。120万枚を売り上げ、同年の年間アルバム売上1位を記録した。
  - 5月4日：『Mr.Children HOME TOUR 2007』スタート。
  - 5月10日：14thアルバム『B-SIDE』（カップリング集）発売。
  - 7月16日：野外音楽フェスティバル『ap bank fes '07』に出演[注釈 12]。
  - 8月4日：『Mr.Children HOME TOUR 2007 -in the field-』スタート。
  - 10月31日：31stシングル『旅立ちの唄』発売。
  - 11月14日：ライブDVD『Mr.Children HOME TOUR 2007』発売。
- 2008年（平成20年）
  - 7月19日 - 21日：野外音楽フェスティバル『ap bank fes '08』出演。
  - 7月30日：32ndシングル『GIFT』発売。
  - 8月6日：ライブDVD『Mr.Children HOME TOUR 2007 -in the field-』発売。
  - 9月3日：33rdシングル『HANABI』発売。
  - 11月1日：1st配信限定シングル『花の匂い』発売。
  - 12月10日：15thアルバム『SUPERMARKET FANTASY』発売。127万枚を売り上げ、翌年の年間アルバム売上2位。
  - 12月31日：『第59回NHK紅白歌合戦』に初出場（演奏曲は「GIFT」）[32]。
- 2009年（平成21年）
  - 2月14日：『Mr.Children Tour 2009 〜終末のコンフィデンスソングス〜』スタート。
  - 7月18日 - 20日：野外音楽フェスティバル『ap bank fes '09』出演。
  - 11月11日：ライブDVD『Mr.Children Tour 2009 〜終末のコンフィデンスソングス〜』発売。
  - 11月28日：『Mr.Children DOME TOUR 2009 SUPERMARKET FANTASY』スタート。
  - 12月2日：2nd配信限定シングル『fanfare』発売。
- 2010年（平成22年）
  - 5月10日：ライブDVD『Mr.Children DOME TOUR 2009 SUPERMARKET FANTASY IN TOKYO DOME』発売。
  - 7月17日 - 19日：野外音楽フェスティバル『ap bank fes '10』出演。
  - 9月4日 - 17日：東宝映像事業部配給映画『Mr.Children / Split The Difference』公開[33]。
  - 11月10日：ドキュメンタリーDVD『Mr.Children / Split The Difference』発売。
  - 12月1日：16thアルバム『SENSE』発売。
- 2011年（平成23年）
  - 2月19日：『Mr.Children Tour 2011 SENSE』スタート。
  - 3月12日 - 13日：東日本大震災の影響により、当日行われる予定だった大阪公演を延期。また、和歌山公演（3月20日 - 21日）、仙台公演（3月26日 - 27日）、盛岡公演（4月23日 - 24日）は開催中止となり、大阪と和歌山の振替公演を5月14日 - 15日に京セラドーム大阪で開催。
  - 4月4日：3rd配信限定シングル『かぞえうた』発売。収益金はすべて災害復興支援プロジェクト「ap bank Fund for Japan」へ寄付し、東日本大震災の義援金や復興支援活動に充てた[34]。
  - 7月16日 - 18日：野外音楽フェスティバル『ap bank fes '11 Fund for Japan』出演。
  - 8月20日：『Mr.Children STADIUM TOUR 2011 SENSE -in the field-』スタート。
  - 11月23日：ライブDVD/Blu-ray『Mr.Children Tour 2011 SENSE』発売。

### 2012年 - 2021年
- 2012年（平成24年）
  - 4月14日：『MR.CHILDREN TOUR POPSAURUS 2012』スタート。
  - 4月18日：34thシングル『祈り 〜涙の軌道/End of the day/pieces』、ライブDVD/Blu-ray『Mr.Children STADIUM TOUR 2011 SENSE -in the field-』同時発売。
  - 5月10日：ベスト・アルバム『Mr.Children 2001-2005 <micro>』『Mr.Children 2005-2010 <macro>』同時発売。2作合計で233万枚を売り上げ、同年の年間アルバム売上1位・2位を独占した。
  - 7月14日 - 16日、8月4日 - 5日、8月18日 - 19日：野外音楽フェスティバル『ap bank fes '12 Fund for Japan』出演。
  - 8月29日：4th配信限定シングル『hypnosis』発売。
  - 11月28日：17thアルバム『[(an imitation) blood orange]』発売。
  - 12月15日：『Mr.Children [(an imitation) blood orange] Tour』スタート。
  - 12月19日：ライブDVD/Blu-ray『MR.CHILDREN TOUR POPSAURUS 2012』発売。
- 2013年（平成25年）
  - 5月29日：5th配信限定シングル『REM』発売。同日、公式YouTubeチャンネル開設[35]。
  - 12月18日：ライブDVD/Blu-ray『Mr.Children [(an imitation) blood orange] Tour』発売。
- 2014年（平成26年）
  - 5月：烏龍舎が各事業部の分社化を実施。それに伴い、所属事務所が傘下の株式会社エンジンとなる。
  - 5月24日：6th配信限定シングル『放たれる』発売。
  - 11月19日：35thシングル『足音 〜Be Strong』発売。
- 2015年（平成27年）
  - 2月6日 - 2月27日：日活配給映画『Mr.Children REFLECTION』公開[36]。
  - 3月14日：『Mr.Children TOUR 2015 REFLECTION』スタート。
  - 5月22日 - 6月15日：パルコミュージアムにて薮田修身写真展『BLACK BOX -Unpainted face of Mr.Children-』を開催し、その後は全国巡回開催した[37]。
  - 5月30日 - 6月5日：東京・大阪・名古屋・福岡の4劇場で映画『Mr.Children REFLECTION』アンコール上映[38]。
  - 6月4日：18thアルバム『REFLECTION』発売。初のセルフプロデュースによるアルバムとなった[注釈 13]。
  - 7月18日：『Mr.Children Stadium Tour 2015 未完』スタート。
  - 12月16日：ライブ・フィルムDVD/Blu-ray『Mr.Children REFLECTION {Live & Film}』発売。
- 2016年（平成28年）
  - 3月16日：ライブDVD/Blu-ray『Mr.Children Stadium Tour 2015 未完』発売。
  - 4月15日：『Mr.Children Hall Tour 2016 虹』スタート。
  - 7月30日 - 31日：野外音楽フェスティバル『Reborn-Art Festival × ap bank fes 2016』出演。
- 2017年（平成29年）
  - 1月11日：36thシングル『ヒカリノアトリエ』発売。
  - 3月4日：『Mr.Children Hall Tour 2017 ヒカリノアトリエ』スタート。
  - 5月10日：配信限定ベスト・アルバム『Mr.Children 1992-2002 Thanksgiving 25』『Mr.Children 2003-2015 Thanksgiving 25』同時発売（2018年5月9日までの期間限定配信）。
  - 6月10日：『Mr.Children DOME & STADIUM TOUR 2017 Thanksgiving 25』スタート。
  - 7月26日：37thシングル『himawari』発売。
  - 7月28日 - 30日：野外音楽フェスティバル『Reborn-Art Festival 2017 × ap bank fes』出演。
  - 12月20日：ライブ・ドキュメントDVD/Blu-ray『Mr.Children、ヒカリノアトリエで虹の絵を描く』発売。
- 2018年（平成30年）
  - 1月19日：7th配信限定シングル『here comes my love』発売。
  - 3月21日：ライブDVD/Blu-ray『Mr.Children DOME & STADIUM TOUR 2017 Thanksgiving 25』発売。
  - 5月10日：これまでの全シングル・アルバムのダウンロード配信およびサブスクリプション配信開始[39]。
  - 7月15日 - 16日：野外音楽フェスティバル『ap bank fes '18』出演。
  - 10月3日：19thアルバム『重力と呼吸』、全曲詩集『Your Song』同時発売。
  - 10月6日：『Mr.Children Tour 2018-19 重力と呼吸』スタート。
- 2019年（平成31年・令和元年）
  - 2月1日：公式Facebookスタート。
  - 2月2日 - 3日：『Mr.Children Tour 2018-19 重力と呼吸』台湾公演を台北アリーナで開催。初の海外単独公演となった。
  - 4月20日：『Mr.Children Dome Tour 2019 "Against All GRAVITY"』スタート。
  - 6月26日：ライブDVD/Blu-ray『Mr.Children Tour 2018-19 重力と呼吸』発売。
  - 12月25日：ライブDVD/Blu-ray『Mr.Children Dome Tour 2019 Against All GRAVITY』発売。
- 2020年（令和2年）
  - 3月4日：38thシングル『Birthday/君と重ねたモノローグ』発売。
  - 9月16日：8th配信限定シングル『turn over?』発売。
  - 11月19日：書籍『Mr.Children 道標の歌』発売[40]。
  - 12月2日：20thアルバム『SOUNDTRACKS』発売。
  - 12月5日 - 20日：名古屋PARCOにて、薮田修身がMr.Childrenメンバーを捉えた写真を用いたインスタレーション『THERE WILL BE NO MIRACLES HERE』を開催し、その後は東京・大阪を巡回した[41]。
  - 12月31日：『第71回NHK紅白歌合戦』に12年ぶり2度目の出場（演奏曲は「Documentary film」）[42]。
- 2021年（令和3年）
  - 9月18日 - 19日：B'z主催のRock Project『B'z presents UNITE #01』に出演[43]。バンドとして約2年3か月ぶりのライブとなった。
  - 10月10日：千葉県・KURKKU FIELDSで開催された野外音楽イベント『ap bank fes '21 online in KURKKU FIELDS』のアーカイブ編に出演[44]。

### 2022年 -
- 2022年（令和4年）
  - 3月10日：公式TwitterおよびInstagramスタート。同日、書籍『歌々の棲家 named Mr.Children』発売。
  - 3月24日：9th配信限定シングル『永遠』発売。同日、TikTokにて全楽曲が解禁。
  - 4月23日：約3年ぶりとなるツアー『Mr.Children 30th Anniversary Tour 半世紀へのエントランス』スタート。
  - 5月10日 - 6月26日、7月2日 - 18日：アトリエ&ショップ「goen°」にて、森本千絵によるアートワーク展『Dear Mr.Children展』開催[45][46]。
  - 5月11日：ベスト・アルバム『Mr.Children 2011-2015』『Mr.Children 2015-2021 & NOW』同時発売。
  - 12月30日：東宝配給映画『Mr.Children「GIFT for you」』公開。
- 2023年（令和5年）
  - 1月25日：ライブDVD/Blu-ray『Mr.Children 30th Anniversary Tour 半世紀へのエントランス』発売。
  - 7月15日 - 17日：野外音楽フェスティバル『ap bank fes '23 〜社会と暮らしと音楽と〜』出演。
  - 9月16日：ホールツアー『Mr.Children tour 2023/24 miss you』スタート。
  - 10月4日：21stアルバム『miss you』発売。
- 2024年（令和6年）
  - 5月3日：10th配信限定シングル『記憶の旅人』発売。
  - 7月6日：アリーナツアー『Mr.Children tour 2024 miss you arena tour』スタート。
  - 8月30日：11th配信限定シングル『in the pocket』発売。
- 2025年（令和7年）
  - 2月15日 - 16日：音楽フェスティバル『ap bank fes '25 at TOKYO DOME 〜社会と暮らしと音楽と〜』出演。
  - 6月25日：ライブDVD/Blu-ray『miss you LIVE』発売。

## 賞・記録

### 受賞歴
- 日本有線大賞
  - 『第27回日本有線大賞』最多リクエスト曲賞「innocent world」[47]、有線音楽優秀賞（ポップス）「innocent world」[47]
- 日本レコード大賞
  - 『第36回日本レコード大賞』「innocent world」[16]、優秀賞「innocent world」、ベストアルバム賞『Atomic Heart』
  - 『第37回日本レコード大賞』優秀作品賞「シーソーゲーム 〜勇敢な恋の歌〜」
  - 『第46回日本レコード大賞』「Sign」[16]、金賞「Sign」
- ゴールデン・アロー賞
  - 『第32回（平成6年度）ゴールデン・アロー賞』音楽賞
- 日本ゴールドディスク大賞
  - 『第9回日本ゴールドディスク大賞』ベスト5アーティスト賞[48]、グランプリ・シングル賞『Tomorrow never knows』[48]、ベスト5・シングル賞『innocent world』『Tomorrow never knows」[48]、アルバム賞 ロック・フォーク部門（男性）『Atomic Heart』[48]
  - 『第10回日本ゴールドディスク大賞』ベスト5・シングル賞『シーソーゲーム 〜勇敢な恋の歌〜』[49]
  - 『第11回日本ゴールドディスク大賞』ベスト5アーティスト賞[50]、グランプリ・シングル賞『名もなき詩』[50]、ベスト5・シングル賞『花 -Mémento-Mori-』『名もなき詩』[50]、アルバム賞 ロック・フォーク部門（男性）『深海』[50]
  - 『第12回日本ゴールドディスク大賞』ロック・アルバム・オブ・ザ・イヤー『BOLERO』[51]
  - 『第13回日本ゴールドディスク大賞』ソング・オブ・ザ・イヤー『終わりなき旅』[52]
  - 『第14回日本ゴールドディスク大賞』ロック・アルバム・オブ・ザ・イヤー『DISCOVERY』[53]
  - 『第15回日本ゴールドディスク大賞』ロック・アルバム・オブ・ザ・イヤー『Q』[54]
  - 『第16回日本ゴールドディスク大賞』ロック・アルバム・オブ・ザ・イヤー『Mr.Children 1992-1995』『Mr.Children 1996-2000』[55]
  - 『第17回日本ゴールドディスク大賞』ロック・アルバム・オブ・ザ・イヤー『IT'S A WONDERFUL WORLD』[56]
  - 『第18回日本ゴールドディスク大賞』ソング・オブ・ザ・イヤー『掌/くるみ』[57]
  - 『第19回日本ゴールドディスク大賞』ソング・オブ・ザ・イヤー『Sign』[58]、ロック&ポップ・アルバム・オブ・ザ・イヤー『シフクノオト』[58]、ミュージック・ビデオ・オブ・ザ・イヤー『Mr.Children Tour 2004 シフクノオト』[58]
  - 『第20回日本ゴールドディスク大賞』ロック&ポップ・アルバム・オブ・ザ・イヤー『I ♥ U』『四次元 Four Dimensions』[59]
  - 『第21回日本ゴールドディスク大賞』ザ・ベスト10シングル『しるし』『箒星』[60]
  - 『第22回日本ゴールドディスク大賞』ザ・ベスト10シングル『旅立ちの唄』[61]、ザ・ベスト10アルバム『HOME』[61]
  - 『第23回日本ゴールドディスク大賞』ザ・ベスト10シングル『HANABI』『GIFT』[62]、ザ・ベスト10アルバム『SUPERMARKET FANTASY』[62]
  - 『第26回日本ゴールドディスク大賞』ベスト5アルバム『SENSE』[63]
  - 『第27回日本ゴールドディスク大賞』アルバム・オブ・ザ・イヤー『Mr.Children 2005-2010 <macro>』[64]、ベスト5アルバム『Mr.Children 2001-2005 <micro>』『Mr.Children 2005-2010 <macro>』[64]
  - 『第28回日本ゴールドディスク大賞』ベスト5アルバム『[(an imitation) blood orange]』[65]
  - 『第33回日本ゴールドディスク大賞』ベスト5アルバム『重力と呼吸』[66]
- JASRAC賞
  - 『第13回（1995年）JASRAC賞』銀賞「innocent world」[67]
  - 『第15回（1997年）JASRAC賞』銀賞「名もなき詩」[67]
- SPACE SHOWER Music Video Awards
  - MVA 2002 BEST GROUP VIDEO「youthful days」（丹下紘希）
  - MVA 2003 BEST ANIMATION VIDEO「HERO」（村田朋泰）
  - MVA 2004 BEST VIDEO OF THE YEAR 2004「くるみ」（丹下紘希）、BEST GROUP VIDEO「くるみ」（丹下紘希）
  - MVA 2007 BEST VIDEO OF THE YEAR 2007「しるし」（丹下紘希）、BEST GROUP VIDEO「しるし」（丹下紘希）
  - MVA 2009 BEST ART DIRECTION VIDEO「エソラ」（こだまgoen°）、BEST CREATORS' CHOICE「GIFT」（丹下紘希）
- SPACE SHOWER MUSIC AWARDS
  - 2016 BEST NEW VISION（最も革新的な活動をしたアーティストに授与される賞）[68]。
- CDショップ大賞
  - 第1回（2009年）入賞『SUPERMARKET FANTASY』[69]
  - 第13回（2021年）入賞 『SOUNDTRACKS』[70]
- MTV Video Music Awards Japan
  - MTV VMAJ 2009 最優秀アルバム賞『SUPERMARKET FANTASY』
- iTunes Rewind
  - 『iTunes Rewind 2011』ベストソング「かぞえうた」
- ビルボード・ジャパン・ミュージック・アワード
  - Billboard JAPAN TOP Album of the Year 2011『SENSE』[71]
  - Billboard JAPAN TOP Album of the Year 2012『Mr.Children 2005-2010 <macro>』[72]、Top Pop Artist 2012[73]
  - Billboard JAPAN Download Albums of the Year 2017『Mr.Children 1992-2002 Thanksgiving 25』[74]
- ザテレビジョンドラマアカデミー賞
  - 主題歌賞
    - 第3回[75][76]（「Tomorrow never knows」、フジテレビ系ドラマ『若者のすべて』主題歌）
    - 第31回[77][78]（「youthful days」、フジテレビ系ドラマ『アンティーク 〜西洋骨董洋菓子店〜』主題歌）
    - 第41回[79][80]（「Sign」、TBS系ドラマ『オレンジデイズ』主題歌）

### オリコン記録
- CD総売上枚数：6001.0万枚（2019年3月時点・歴代3位）[81]
- ミリオンセラー獲得数：シングル10作（歴代3位）・アルバム14作（歴代2位タイ）[15]

シングル
- CDシングル総売上：約2895.7万枚（2019年3月時点、歴代3位）[81]
- シングルダブルミリオンセラー獲得数：2作（歴代1位タイ）
- シングル歴代売上ランキング
  - 8位『Tomorrow never knows』[82]
  - 12位『名もなき詩』
- ノンタイアップシングル売上枚数：約181.2万枚（『シーソーゲーム 〜勇敢な恋の歌〜』、歴代1位）
- シングル首位獲得数：32作（歴代8位）
- シングル連続首位獲得数・同連続初登場首位獲得数：30作（歴代6位）[83]
  - シングル連続首位獲得年数：15年（歴代5位タイ）[84]
- シングル返り咲き首位獲得数：3作（『innocent world』『Tomorrow never knows』『しるし』、歴代1位タイ）[85]
- 年間シングルチャート首位獲得数：2作（『innocent world』『名もなき詩』、歴代2位タイ）
- 年間シングルチャートトップ10獲得作品数：14作（『奇跡の地球』含む、歴代2位）
- 年間シングルチャートトップ10連続獲得年数：6年（歴代1位）

アルバム
- CDアルバム総売上：約3105.3万枚（2019年3月時点、3000万枚突破アーティストとしてはB'z、松任谷由実に続く3組目で歴代3位）[81]
- 男性アーティスト・上半期アルバムチャート首位獲得数：4作（史上初）[86]
- 男性アーティスト・アルバム通算1位獲得作品数：19作（歴代3位）[87]
- 同一アーティストによる週間アルバムチャート1位・2位独占回数：3回（史上初）[87]
- 同一アーティストによる週間アルバムチャート複数週1位・2位独占回数：2回（史上初）[88]
- デジタルアルバム通算1位獲得週数：9週（歴代2位）[89][90]

映像作品 (DVD・Blu-ray)
- DVD総合ランキング通算首位獲得作品数：14作
- BD総合ランキング通算首位獲得作品数：9作
- DVD・Blu-ray同時総合首位獲得数・男性アーティスト部門：9作
- オリコン週間総合ミュージック映像ランキング通算首位獲得作品数：5作
- DVD・BD・ミュージック映像同日・同週首位獲得作品数：3作[91]

その他
- シングル・DVD・BD同日・同週首位獲得作品数：1作（史上初）[92]

## ディスコグラフィ

### シングル

#### CDシングル
|      | 発売日         | タイトル                                        | 規格        | 規格品番                      | オリコン 最高位 | 収録アルバム                  | RIAJ認定           |
| ---- | -------------- | ----------------------------------------------- | ----------- | ----------------------------- | --------------- | ----------------------------- | ------------------ |
| 1st  | 1992年8月21日  | 君がいた夏                                      | 8cmCD       | TFDC-28012                    | 69位            | EVERYTHING                    | 未公表             |
| 2nd  | 1992年12月1日  | 抱きしめたい                                    | 8cmCD       | TFDC-28014                    | 56位            | Kind of Love                  | プラチナ           |
| 3rd  | 1993年7月1日   | Replay                                          | 8cmCD       | TFDC-28019                    | 19位            | Versus                        | プラチナ           |
| 4th  | 1993年11月10日 | CROSS ROAD                                      | 8cmCD       | TFDC-28022                    | 6位             | Atomic Heart                  | ミリオン           |
| 5th  | 1994年6月1日   | innocent world                                  | 8cmCD       | TFDC-28025                    | 1位             | Atomic Heart                  | ミリオン           |
| 6th  | 1994年11月10日 | Tomorrow never knows                            | 8cmCD       | TFDC-28028                    | 1位             | BOLERO                        | ダブル・ミリオン   |
| 7th  | 1994年12月12日 | everybody goes -秩序のない現代にドロップキック- | 8cmCD       | TFDC-28029                    | 1位             | BOLERO                        | ミリオン           |
| 8th  | 1995年5月10日  | 【es】 〜Theme of es〜                          | 8cmCD       | TFDC-28030                    | 1位             | BOLERO                        | ミリオン           |
| 9th  | 1995年8月10日  | シーソーゲーム 〜勇敢な恋の歌〜                 | 8cmCD       | TFDC-28034                    | 1位             | BOLERO                        | ミリオン           |
| 10th | 1996年2月5日   | 名もなき詩                                      | 8cmCD       | TFDC-28039                    | 1位             | 深海                          | ダブル・ミリオン   |
| 11th | 1996年4月10日  | 花 -Mémento-Mori-                               | 8cmCD       | TFDC-28042                    | 1位             | 深海                          | ミリオン           |
| 12th | 1996年8月8日   | マシンガンをぶっ放せ -Mr.Children Bootleg-      | 12cmCD      | TFCC-88080                    | 1位             | 深海                          | トリプル・プラチナ |
| 13th | 1997年2月5日   | Everything (It's you)                           | 8cmCD       | TFDC-28060                    | 1位             | BOLERO                        | ミリオン           |
| 14th | 1998年2月11日  | ニシエヒガシエ                                  | 8cmCD       | TFDC-28080                    | 1位             | DISCOVERY                     | トリプル・プラチナ |
| 15th | 1998年10月21日 | 終わりなき旅                                    | 8cmCD       | TFDC-28094                    | 1位             | DISCOVERY                     | ミリオン           |
| 16th | 1999年1月13日  | 光の射す方へ                                    | 8cmCD       | TFDC-28099                    | 1位             | DISCOVERY                     | ダブル・プラチナ   |
| 17th | 1999年5月12日  | I'LL BE                                         | 8cmCD       | TFDC-28102                    | 1位             | DISCOVERY                     | プラチナ           |
| 18th | 2000年1月13日  | 口笛                                            | 8cmCD       | TFDC-28103                    | 1位             | Q                             | トリプル・プラチナ |
| 19th | 2000年8月9日   | NOT FOUND                                       | 12cmCD      | TFCC-87063                    | 1位             | Q                             | ダブル・プラチナ   |
| 20th | 2001年8月22日  | 優しい歌                                        | 12cmCD      | TFCC-89004                    | 1位             | IT'S A WONDERFUL WORLD        | ダブル・プラチナ   |
| 21st | 2001年11月7日  | youthful days                                   | 12cmCD      | TFCC-89014                    | 1位             | IT'S A WONDERFUL WORLD        | トリプル・プラチナ |
| 22nd | 2002年1月1日   | 君が好き                                        | 12cmCD      | TFCC-89020                    | 1位             | IT'S A WONDERFUL WORLD        | ダブル・プラチナ   |
| 23rd | 2002年7月10日  | Any                                             | 12cmCD      | TFCC-89040                    | 1位             | シフクノオト                  | ダブル・プラチナ   |
| 24th | 2002年12月11日 | HERO                                            | 12cmCD      | TFCC-89065 （初回限定盤）     | 1位             | シフクノオト                  | ダブル・プラチナ   |
| 24th | 2002年12月11日 | HERO                                            | 12cmCD      | TFCC-89066 （通常盤）         | 1位             | シフクノオト                  | ダブル・プラチナ   |
| 25th | 2003年11月19日 | 掌/くるみ                                       | Enhanced CD | TFCC-89089                    | 1位             | シフクノオト                  | ダブル・プラチナ   |
| 26th | 2004年5月26日  | Sign                                            | 12cmCD      | TFCC-89107                    | 1位             | I ♥ U                         | トリプル・プラチナ |
| 27th | 2005年6月29日  | 四次元 Four Dimensions                          | Enhanced CD | TFCC-89139                    | 1位             | I ♥ U                         | ミリオン           |
| 28th | 2006年7月5日   | 箒星                                            | 12cmCD+DVD  | TFCC-89177 （初回限定盤）     | 1位             | HOME                          | ダブル・プラチナ   |
| 28th | 2006年7月5日   | 箒星                                            | 12cmCD      | TFCC-89178 （通常盤）         | 1位             | HOME                          | ダブル・プラチナ   |
| 29th | 2006年11月15日 | しるし                                          | 12cmCD      | TFCC-89189                    | 1位             | HOME                          | トリプル・プラチナ |
| 30th | 2007年1月24日  | フェイク                                        | 12cmCD      | TFCC-89199 （40万枚限定生産） | 1位             | HOME                          | プラチナ           |
| 31st | 2007年10月31日 | 旅立ちの唄                                      | 12cmCD      | TFCC-89221                    | 1位             | SUPERMARKET FANTASY           | プラチナ           |
| 32nd | 2008年7月30日  | GIFT                                            | 12cmCD      | TFCC-89251                    | 1位             | SUPERMARKET FANTASY           | プラチナ           |
| 33rd | 2008年9月3日   | HANABI                                          | Enhanced CD | TFCC-89257                    | 1位             | SUPERMARKET FANTASY           | ダブル・プラチナ   |
| 34th | 2012年4月18日  | 祈り 〜涙の軌道/End of the day/pieces           | 12cmCD      | TFCC-89371                    | 1位             | [(an imitation) blood orange] | ゴールド           |
| 35th | 2014年11月19日 | 足音 〜Be Strong                                | 12cmCD      | TFCC-89531                    | 2位             | REFLECTION                    | ゴールド           |
| 36th | 2017年1月11日  | ヒカリノアトリエ                                | 12cmCD      | TFCC-89625                    | 1位             | Mr.Children 2015-2021 & NOW   | ゴールド           |
| 37th | 2017年7月26日  | himawari                                        | 12cmCD+DVD  | TFCC-89627 （初回限定盤）     | 1位             | 重力と呼吸                    | ゴールド           |
| 37th | 2017年7月26日  | himawari                                        | 12cmCD      | TFCC-89628 （通常盤）         | 1位             | 重力と呼吸                    | ゴールド           |
| 38th | 2020年3月4日   | Birthday/君と重ねたモノローグ                   | 12cmCD      | TFCC-89693                    | 2位             | SOUNDTRACKS                   | ゴールド           |

#### 配信限定シングル
|      | 配信開始日    | タイトル           | 規格                       | 収録アルバム                  | RIAJ認定 |
| ---- | ------------- | ------------------ | -------------------------- | ----------------------------- | -------- |
| 1st  | 2008年11月1日 | 花の匂い           | 着うた、着うたフル         | SUPERMARKET FANTASY           | 未公表   |
| 2nd  | 2009年12月2日 | fanfare            | 着うた、着うたフル         | SENSE                         | 未公表   |
| 3rd  | 2011年4月4日  | かぞえうた         | 着うたフル、iTunes Store   | [(an imitation) blood orange] | 未公表   |
| 4th  | 2012年8月29日 | hypnosis           | 着うた、着うたフル         | [(an imitation) blood orange] | 未公表   |
| 5th  | 2013年5月29日 | REM                | デジタル・ダウンロード配信 | REFLECTION                    | 未公表   |
| 6th  | 2014年5月24日 | 放たれる           | デジタル・ダウンロード配信 | REFLECTION                    | ゴールド |
| 7th  | 2018年1月19日 | here comes my love | デジタル・ダウンロード配信 | 重力と呼吸                    | プラチナ |
| 8th  | 2020年9月16日 | turn over?         | デジタル・ダウンロード配信 | SOUNDTRACKS                   | 未公表   |
| 9th  | 2022年3月24日 | 永遠               | デジタル・ダウンロード配信 | Mr.Children 2015-2021 & NOW   | 未公表   |
| 10th | 2024年5月3日  | 記憶の旅人         | デジタル・ダウンロード配信 | -                             | 未公表   |
| 11th | 2024年8月30日 | in the pocket      | デジタル・ダウンロード配信 | -                             | 未公表   |

### アルバム

#### オリジナル・アルバム
|      | 発売日         | タイトル                      | 媒体             | 規格品番                              | オリコン 最高位 | 年間チャート | RIAJ認定           | 備考                              |
| ---- | -------------- | ----------------------------- | ---------------- | ------------------------------------- | --------------- | ------------ | ------------------ | --------------------------------- |
| 1st  | 1992年5月10日  | EVERYTHING                    | CD               | TFCC-88020                            | 25位            | 91位         | トリプル・プラチナ | ミニアルバム                      |
| 2nd  | 1992年12月1日  | Kind of Love                  | CD               | TFCC-88026                            | 13位            | 37位         | ミリオン           | -                                 |
| 3rd  | 1993年9月1日   | Versus                        | CD               | TFCC-88034                            | 3位             | 48位         | ミリオン           | -                                 |
| 4th  | 1994年9月1日   | Atomic Heart                  | CD               | TFCC-88052                            | 1位             | 3位          | トリプル・ミリオン | -                                 |
| 5th  | 1996年6月24日  | 深海                          | CD               | TFCC-88077                            | 1位             | 6位          | ダブル・ミリオン   | -                                 |
| 6th  | 1997年3月5日   | BOLERO                        | CD               | TFCC-88099                            | 1位             | 2位          | トリプル・ミリオン | -                                 |
| 7th  | 1999年2月3日   | DISCOVERY                     | CD               | TFCC-88137                            | 1位             | 10位         | ミリオン           | -                                 |
| 8th  | 1999年9月8日   | 1/42                          | 2CD              | TFCC-88144〜45 （50万枚限定生産）     | 1位             | 53位         | ダブル・プラチナ   | ライブ・アルバム                  |
| 9th  | 2000年9月27日  | Q                             | CD               | TFCC-88166                            | 2位             | 23位         | ミリオン           | -                                 |
| 10th | 2002年5月10日  | IT'S A WONDERFUL WORLD        | CD               | TFCC-86106                            | 1位             | 6位          | ミリオン           | -                                 |
| 11th | 2004年4月7日   | シフクノオト                  | CD+DVD           | TFCC-86161                            | 1位             | 2位          | ミリオン           | -                                 |
| 11th | 2004年4月7日   | シフクノオト                  | CD               | TFCC-86161                            | 1位             | 2位          | ミリオン           | -                                 |
| 12th | 2005年9月21日  | I ♥ U                         | TFCC-86200       | 8位                                   | 1位             |              | ミリオン           | -                                 |
| 13th | 2007年3月14日  | HOME                          | CD+DVD           | TFCC-86221                            | 1位             | 1位          | ミリオン           | -                                 |
| 13th | 2007年3月14日  | HOME                          | CD               | TFCC-86221                            | 1位             | 1位          | ミリオン           | -                                 |
| 14th | 2007年5月10日  | B-SIDE                        | 2CD              | TFCC-86231                            | 1位             | 16位         | ダブル・プラチナ   | デビュー15周年記念 カップリング集 |
| 15th | 2008年12月10日 | SUPERMARKET FANTASY           | CD+DVD           | TFCC-86291 （初回限定盤）             | 1位             | 2位          | ミリオン           | -                                 |
| 15th | 2008年12月10日 | SUPERMARKET FANTASY           | CD               | TFCC-86292 （通常盤）                 | 1位             | 2位          | ミリオン           | -                                 |
| 16th | 2010年12月1日  | SENSE                         | CD               | TFCC-86341                            | 1位             | 5位          | トリプル・プラチナ | -                                 |
| 17th | 2012年11月28日 | [(an imitation) blood orange] | CD+DVD           | TFCC-86420 （初回限定盤）             | 1位             | 8位          | トリプル・プラチナ | -                                 |
| 17th | 2012年11月28日 | [(an imitation) blood orange] | CD               | TFCC-86421 （通常盤）                 | 1位             | 8位          | トリプル・プラチナ | -                                 |
| 18th | 2015年6月4日   | REFLECTION                    | CD+DVD           | TFCC-86543 （初回限定盤）             | 1位             | 6位          | ダブル・プラチナ   | REFLECTION {Drip}                 |
| 18th | 2015年6月4日   | REFLECTION                    | CD               | TFCC-86544 （通常盤）                 | 1位             | 6位          | ダブル・プラチナ   | REFLECTION {Drip}                 |
| 18th | 2015年6月4日   | REFLECTION                    | CD+DVD+USBメモリ | TFCC-86555 （完全限定生産盤）         | 1位             | 6位          | ダブル・プラチナ   | REFLECTION {Naked}                |
| 19th | 2018年10月3日  | 重力と呼吸                    | CD               | TFCC-86659                            | 1位             | 4位          | ダブル・プラチナ   | -                                 |
| 20th | 2020年12月2日  | SOUNDTRACKS                   | CD+DVD           | TFCC-86733 （初回限定盤A）            | 1位             | 7位          | プラチナ           | -                                 |
| 20th | 2020年12月2日  | SOUNDTRACKS                   | CD+Blu-ray       | TFCC-86734 （初回限定盤B）            | 1位             | 7位          | プラチナ           | -                                 |
| 20th | 2020年12月2日  | SOUNDTRACKS                   | CD               | TFCC-86735 （通常盤）                 | 1位             | 7位          | プラチナ           | -                                 |
| 20th | 2020年12月2日  | SOUNDTRACKS                   | アナログ盤       | TFJC-38044 （初回生産限定アナログ盤） | 1位             | 7位          | プラチナ           | -                                 |
| 21st | 2023年10月4日  | miss you                      | CD               | TFCC-81050 （完全生産限定盤）         | 1位             | 29位         | ゴールド           | -                                 |
| 21st | 2023年10月4日  | miss you                      | CD               | TFCC-81051 （通常盤）                 | 1位             | 29位         | ゴールド           | -                                 |

#### ベスト・アルバム
| 発売日        | タイトル                              | 媒体             | 規格品番                          | オリコン 最高位 | RIAJ認定         | 備考                                                              |
| ------------- | ------------------------------------- | ---------------- | --------------------------------- | --------------- | ---------------- | ----------------------------------------------------------------- |
| 1996年1月2日  | LAND IN ASIA                          | CD               | MUS001-2 （初回限定盤）           | -               | -                | 海外（アジア地域）限定発売。                                      |
| 1996年1月2日  | LAND IN ASIA                          | CD               | MUS007-2 （通常盤）               | -               | -                | 海外（アジア地域）限定発売。                                      |
| 2001年7月11日 | Mr.Children 1992-1995                 | CD               | TFCC-88180                        | 1位             | ダブル・ミリオン | -                                                                 |
| 2001年7月11日 | Mr.Children 1996-2000                 | CD               | TFCC-88181                        | 2位             | ミリオン         | -                                                                 |
| 2012年5月10日 | Mr.Children 2001-2005 <micro>         | CD+DVD           | TFCC-86396 （初回限定盤）         | 2位             | ミリオン         | -                                                                 |
| 2012年5月10日 | Mr.Children 2001-2005 <micro>         | CD               | TFCC-86398 （通常盤）             | 2位             | ミリオン         | -                                                                 |
| 2012年5月10日 | Mr.Children 2005-2010 <macro>         | CD+DVD           | TFCC-86397 （初回限定盤）         | 1位             | ミリオン         | -                                                                 |
| 2012年5月10日 | Mr.Children 2005-2010 <macro>         | CD               | TFCC-86399 （通常盤）             | 1位             | ミリオン         | -                                                                 |
| 2017年5月10日 | Mr.Children 1992-2002 Thanksgiving 25 | ダウンロード配信 | -                                 | -               | ゴールド         | 2018年5月9日までの期間限定配信。                                  |
| 2017年5月10日 | Mr.Children 2003-2015 Thanksgiving 25 | ダウンロード配信 | -                                 | -               | ゴールド         | 2018年5月9日までの期間限定配信。                                  |
| 2022年5月11日 | Mr.Children 2011-2015                 | 2CD+DVD          | TFCC-86851〜53 （初回生産限定盤） | 2位             | プラチナ         | SPECIAL WEB視聴シリアルナンバー封入（通常盤は初回プレス分のみ）。 |
| 2022年5月11日 | Mr.Children 2011-2015                 | 2CD              | TFCC-86854〜55 （通常盤）         | 2位             | プラチナ         | SPECIAL WEB視聴シリアルナンバー封入（通常盤は初回プレス分のみ）。 |
| 2022年5月11日 | Mr.Children 2015-2021 & NOW           | 2CD+DVD          | TFCC-86856〜58 （初回生産限定盤） | 1位             | プラチナ         | SPECIAL WEB視聴シリアルナンバー封入（通常盤は初回プレス分のみ）。 |
| 2022年5月11日 | Mr.Children 2015-2021 & NOW           | 2CD              | TFCC-86859〜60 （通常盤）         | 1位             | プラチナ         | SPECIAL WEB視聴シリアルナンバー封入（通常盤は初回プレス分のみ）。 |

### 映像作品
|      | 発売日         | タイトル                                                     | 規格        | 規格品番          | チャート順位 | RIAJ認定 | 備考                                |
| ---- | -------------- | ------------------------------------------------------------ | ----------- | ----------------- | ------------ | -------- | ----------------------------------- |
| 1st  | 1995年12月15日 | 【es】 Mr.Children in FILM                                   | VHS         | TFVQ-68019        | 未公表       | 未公表   | ドキュメンタリー映画                |
| 1st  | 1995年12月25日 | 【es】 Mr.Children in FILM                                   | LD          | TFLQ-78019        | 未公表       | 未公表   | ドキュメンタリー映画                |
| 2nd  | 1997年4月25日  | music clips ALIVE                                            | VHS         | TFVQ-68022        | 未公表       | 未公表   | MV集                                |
| 2nd  | 1997年5月23日  | music clips ALIVE                                            | LD          | TFLQ-78022        | 未公表       | 未公表   | MV集                                |
| 3rd  | 1997年9月10日  | regress or progress '96-'97 DOCUMENT                         | VHS         | TFVQ-68028        | 未公表       | 未公表   | ドキュメンタリー・ビデオ            |
| 4th  | 1997年10月8日  | regress or progress '96-'97 tour final IN TOKYO DOME         | VHS         | TFVQ-68029        | 未公表       | 未公表   | ライブ・ビデオ                      |
| 4th  | 1997年11月1日  | regress or progress '96-'97 tour final IN TOKYO DOME         | LD          | TFLQ-78029        | 未公表       | 未公表   | ライブ・ビデオ                      |
| 4th  | 2001年6月21日  | regress or progress '96-'97 tour final IN TOKYO DOME         | DVD         | TFBQ-18010        | 未公表       | 未公表   | ライブ・ビデオ                      |
| 5th  | 2001年6月21日  | Mr.Children TOUR '99 DISCOVERY                               | VHS         | TFVQ-68059        | 未公表       | 未公表   | ライブ・ビデオ                      |
| 5th  | 2001年6月21日  | Mr.Children TOUR '99 DISCOVERY                               | DVD         | TFBQ-18011        | 未公表       | 未公表   | ライブ・ビデオ                      |
| 6th  | 2001年8月22日  | Mr.Children Concert Tour Q 2000～2001                        | VHS         | TFVQ-68062        | 未公表       | 未公表   | ライブ・ビデオ                      |
| 6th  | 2001年8月22日  | Mr.Children Concert Tour Q 2000～2001                        | DVD         | TFBQ-18014        | 未公表       | 未公表   | ライブ・ビデオ                      |
| 7th  | 2002年1月1日   | Mr.Children CONCERT TOUR POPSAURUS 2001                      | VHS         | TFVQ-68064        | 未公表       | 未公表   | ライブ・ビデオ                      |
| 7th  | 2002年1月1日   | Mr.Children CONCERT TOUR POPSAURUS 2001                      | 2DVD        | TFBQ-18021        | 未公表       | 未公表   | ライブ・ビデオ                      |
| 8th  | 2003年3月26日  | wonederful world on DEC 21                                   | 2DVD        | TFBQ-18033        | 未公表       | 未公表   | ライブ・ビデオ                      |
| 9th  | 2004年12月21日 | Mr.Children Tour 2004 シフクノオト                           | 2DVD        | TFBQ-18055        | 未公表       | ゴールド | ライブ・ビデオ                      |
| 10th | 2006年5月10日  | MR.CHILDREN DOME TOUR 2005 "I ♥ U" 〜FINAL IN TOKYO DOME〜   | 2DVD        | TFBQ-18071        | 1位          | ゴールド | ライブ・ビデオ                      |
| 11th | 2007年11月14日 | Mr.Children HOME TOUR 2007                                   | 2DVD        | TFBQ-18077        | 2位          | ゴールド | ライブ・ビデオ                      |
| 12th | 2008年8月6日   | Mr.Children HOME TOUR 2007 -in the field-                    | 2DVD        | TFBQ-18091        | 1位          | ゴールド | ライブ・ビデオ                      |
| 13th | 2009年11月11日 | Mr.Children Tour 2009 〜終末のコンフィデンスソングス〜       | 2DVD        | TFBQ-18107        | 1位          | ゴールド | ライブ・ビデオ                      |
| 14th | 2010年5月10日  | Mr.Children DOME TOUR 2009 SUPERMARKET FANTASY IN TOKYO DOME | 2DVD        | TFBQ-18111        | 1位          | ゴールド | ライブ・ビデオ                      |
| 15th | 2010年11月10日 | Mr.Children / Split The Difference                           | DVD+CD      | TFBQ-18113        | 1位          | ゴールド | ドキュメンタリー映画                |
| 16th | 2011年11月23日 | Mr.Children Tour 2011 SENSE                                  | 2DVD        | TFBQ-18121        | 1位          | ゴールド | ライブ・ビデオ                      |
| 16th | 2011年11月23日 | Mr.Children Tour 2011 SENSE                                  | Blu-ray     | TFXQ-78103        | 1位          | ゴールド | ライブ・ビデオ                      |
| 17th | 2012年4月18日  | Mr.Children STADIUM TOUR 2011 SENSE -in the field-           | 2DVD        | TFBQ-18131        | 1位          | ゴールド | ライブ・ビデオ                      |
| 17th | 2012年4月18日  | Mr.Children STADIUM TOUR 2011 SENSE -in the field-           | Blu-ray     | TFXQ-78105        | 1位          | ゴールド | ライブ・ビデオ                      |
| 18th | 2012年12月19日 | MR.CHILDREN TOUR POPSAURUS 2012                              | 2DVD        | TFBQ-18133        | 1位          | ゴールド | ライブ・ビデオ                      |
| 18th | 2012年12月19日 | MR.CHILDREN TOUR POPSAURUS 2012                              | Blu-ray     | TFXQ-78107        | 1位          | ゴールド | ライブ・ビデオ                      |
| 19th | 2013年12月18日 | Mr.Children [(an imitation) blood orange] Tour               | 2DVD        | TFBQ-18145        | 1位          | ゴールド | ライブ・ビデオ                      |
| 19th | 2013年12月18日 | Mr.Children [(an imitation) blood orange] Tour               | Blu-ray     | TFXQ-78113        | 1位          | ゴールド | ライブ・ビデオ                      |
| 20th | 2015年12月16日 | Mr.Children REFLECTION {Live & Film}                         | 3DVD        | TFBQ-18175        | 2位          | ゴールド | ライブ・ビデオ ドキュメンタリー映画 |
| 20th | 2015年12月16日 | Mr.Children REFLECTION {Live & Film}                         | 2Blu-ray    | TFXQ-78131        | 2位          | ゴールド | ライブ・ビデオ ドキュメンタリー映画 |
| 21st | 2016年3月16日  | Mr.Children Stadium Tour 2015 未完                           | 2DVD        | TFBQ-18181        | 1位          | ゴールド | ライブ・ビデオ                      |
| 21st | 2016年3月16日  | Mr.Children Stadium Tour 2015 未完                           | Blu-ray     | TFXQ-78137        | 1位          | ゴールド | ライブ・ビデオ                      |
| 22nd | 2017年12月20日 | Mr.Children、ヒカリノアトリエで虹の絵を描く                  | DVD+CD      | TFBQ-18196        | 1位          | ゴールド | ドキュメンタリー・ビデオ            |
| 22nd | 2017年12月20日 | Mr.Children、ヒカリノアトリエで虹の絵を描く                  | Blu-ray+CD  | TFXQ-78154        | 1位          | ゴールド | ドキュメンタリー・ビデオ            |
| 23rd | 2018年3月21日  | Mr.Children DOME & STADIUM TOUR 2017 Thanksgiving 25         | 4DVD        | TFBQ-18211        | 1位          | ゴールド | ライブ・ビデオ MV集                 |
| 23rd | 2018年3月21日  | Mr.Children DOME & STADIUM TOUR 2017 Thanksgiving 25         | 2Blu-ray    | TFXQ-78161        | 1位          | ゴールド | ライブ・ビデオ MV集                 |
| 24th | 2019年6月26日  | Mr.Children Tour 2018-19 重力と呼吸                          | 2DVD        | TFBQ-18221        | 1位          | ゴールド | ライブ・ビデオ                      |
| 24th | 2019年6月26日  | Mr.Children Tour 2018-19 重力と呼吸                          | Blu-ray     | TFXQ-78171        | 1位          | ゴールド | ライブ・ビデオ                      |
| 25th | 2019年12月25日 | Mr.Children Dome Tour 2019 Against All GRAVITY               | 2DVD+2CD    | TFBQ-18225        | 2位          | ゴールド | ライブ・ビデオ                      |
| 25th | 2019年12月25日 | Mr.Children Dome Tour 2019 Against All GRAVITY               | Blu-ray+2CD | TFXQ-78175        | 2位          | ゴールド | ライブ・ビデオ                      |
| 26th | 2023年1月25日  | Mr.Children 30th Anniversary Tour 半世紀へのエントランス     | 4DVD        | TFBQ-18269～18272 | 1位          |          | ライブ・ビデオ                      |
| 26th | 2023年1月25日  | Mr.Children 30th Anniversary Tour 半世紀へのエントランス     | 2Blu-ray    | TFXQ-78230～7823  | 1位          |          | ライブ・ビデオ                      |
| 27th | 2025年6月25日  | miss you LIVE                                                | 4DVD        | TFBQ-18301〜18304 | 2位          |          | ライブ・ビデオ                      |
| 27th | 2025年6月25日  | miss you LIVE                                                | 2Blu-ray    | TFXQ-78281〜78282 | 3位          |          | ライブ・ビデオ                      |

### 映画
| 公開日         | タイトル                           |
| -------------- | ---------------------------------- |
| 1995年6月3日   | 【es】 Mr.Children in FILM         |
| 2010年9月4日   | Mr.Children / Split The Difference |
| 2015年2月7日   | Mr.Children REFLECTION             |
| 2022年12月30日 | Mr.Children「GIFT for you」        |

### 書籍
| 発売日         | タイトル                          | 出版元   | ISBN                                                              |
| -------------- | --------------------------------- | -------- | ----------------------------------------------------------------- |
| 1995年4月25日  | 【es】 Mr.Children in 370 DAYS    | 角川書店 | 4-04-852567-0                                                     |
| 2001年11月27日 | Mr.Children詩集 優しい歌          | 岩崎書店 | 4-265-80100-5                                                     |
| 2018年10月3日  | Mr.Children全曲詩集 『Your Song』 | 文藝春秋 | 978-4-16-390769-7 （通常版）                                      |
| 2018年10月3日  | Mr.Children全曲詩集 『Your Song』 | 文藝春秋 | 978-4-16-390941-7 （愛蔵版） ※ファンクラブ会員限定 完全受注生産品 |

### 参加作品

#### シングル
| 発売日        | タイトル                              | 規格  | 規格品番 | RIAJ認定 | 備考                       |
| ------------- | ------------------------------------- | ----- | -------- | -------- | -------------------------- |
| 1995年1月23日 | 奇跡の地球 （桑田佳祐 & Mr.Children） | 8cmCD | AAA-1    | ミリオン | コラボレーション・シングル |

#### アルバム
| 発売日         | タイトル                                                    | 収録曲                                            | 規格      | 規格品番     | 備考                   |
| -------------- | ----------------------------------------------------------- | ------------------------------------------------- | --------- | ------------ | ---------------------- |
| 1990年9月21日  | MAGIC MELODIES 〜TURN TO THE POP II〜                       | 「Happy Birthday」                                | 2CD       | SWCS-00002   | オムニバスアルバム     |
| 1990年9月21日  | MAGIC MELODIES 〜TURN TO THE POP II〜                       | 「Mr. Tambourine Man」 （ボブ・ディランのカバー） | 2CD       | SWCS-00002   | オムニバスアルバム     |
| 1991年11月15日 | TOO BAD                                                     | 「I WANT YOU」 （JUN SKY WALKER(S)の楽曲）        | CD        | TFCC-88017   | コーラスで参加。       |
| 2002年5月29日  | 2002 FIFA World Cup Official Album 〜Songs of KOREA/JAPAN〜 | 「I'll be」 （アルバム・バージョン）              | 2CD       | XSCP-1〜2    | オムニバスアルバム     |
| 2004年3月24日  | "BLUE" A TRIBUTE TO YUTAKA OZAKI                            | 「僕が僕であるために」 （尾崎豊のカバー）         | CD (CCCD) | SECL-67      | トリビュート・アルバム |
| 2004年3月24日  | "BLUE" A TRIBUTE TO YUTAKA OZAKI                            | 「僕が僕であるために」 （尾崎豊のカバー）         | CD (CDDA) | SECL-234     | トリビュート・アルバム |
| 2004年9月16日  | SYNCHRONIZED ROCKERS                                        | 「ストレンジ カメレオン」 （the pillowsのカバー） | CD        | KICS-1103    | トリビュート・アルバム |
| 2017年1月18日  | トリトメナシ                                                | 「かなしみ」 （チャラン・ポ・ランタンの楽曲）     | CD+DVD    | AVCD-93591/B | 編曲・演奏で参加。     |

#### 映像作品
| 発売日         | タイトル                                                                    | 規格     | 規格品番                     | 備考                     |
| -------------- | --------------------------------------------------------------------------- | -------- | ---------------------------- | ------------------------ |
| 2005年12月21日 | ap bank fes '05                                                             | 3DVD     | TFBQ-18060                   | ライブ・ドキュメンタリー |
| 2006年12月20日 | ap bank fes '06                                                             | 3DVD     | TFBQ-18068                   | ライブ・ドキュメンタリー |
| 2008年1月16日  | ap bank fes '07                                                             | 3DVD     | TFBQ-18081                   | ライブ・ドキュメンタリー |
| 2009年2月25日  | ap bank fes '08                                                             | 3DVD     | TFBQ-18096                   | ライブ・ドキュメンタリー |
| 2009年2月25日  | TANGE KOUKI VIDEO COLLECTION                                                | 2DVD     | TFBQ-18097                   | 丹下紘希監督作品集       |
| 2010年4月21日  | ap bank fes '09                                                             | 3DVD     | TFBQ-18108                   | ライブ・ドキュメンタリー |
| 2011年7月6日   | ap bank fes '10                                                             | 3DVD     | TFBQ-18117                   | ライブ・ドキュメンタリー |
| 2012年2月29日  | ap bank fes '11 Fund for Japan                                              | 3DVD     | TFBQ-18128                   | ライブ・ドキュメンタリー |
| 2013年3月15日  | ap bank fes '12 Fund for Japan                                              | 3DVD     | TFBQ-18134                   | ライブ・ドキュメンタリー |
| 2013年3月15日  | ap bank fes '12 Fund for Japan                                              | 3Blu-ray | TFXQ-78100                   | ライブ・ドキュメンタリー |
| 2017年1月18日  | RADWIMPSのHESONOO Documentary Film                                          | DVD      | TDV27059D                    | 映画                     |
| 2017年1月18日  | RADWIMPSのHESONOO Documentary Film                                          | Blu-ray  | TBR27058D                    | 映画                     |
| 2018年5月16日  | ONE OK ROCK 2017 "Ambitions" JAPAN TOUR                                     | 2DVD     | AZBS-1042                    | ライブ・ビデオ           |
| 2018年5月16日  | ONE OK ROCK 2017 "Ambitions" JAPAN TOUR                                     | 2Blu-ray | AZXS-1021                    | ライブ・ビデオ           |
| 2018年11月28日 | スガフェス! 〜20年に一度のミラクルフェス〜                                  | 3DVD     | VIZL-1458 （完全生産限定盤） | ライブ・ビデオ           |
| 2018年11月28日 | スガフェス! 〜20年に一度のミラクルフェス〜                                  | 3Blu-ray | VIZL-1457 （完全生産限定盤） | ライブ・ビデオ           |
| 2018年11月28日 | スガフェス! 〜20年に一度のミラクルフェス〜                                  | DVD      | VIBL-912 （通常盤）          | ライブ・ビデオ           |
| 2018年11月28日 | スガフェス! 〜20年に一度のミラクルフェス〜                                  | Blu-ray  | VIXL-242 （通常盤）          | ライブ・ビデオ           |
| 2023年11月26日 | ACIDMAN presents「SAITAMA ROCK FESTIVAL "SAI" 2022」Live & Documentary FILM | 2DVD     | PROV-3075/6                  | ライブ・ドキュメンタリー |

### 未発表曲
|        | 曲名             | 備考 |
| ------ | ---------------- | --- |
| 1991年 | 夢へと続く坂道   | メジャー・デビュー前から披露されている楽曲。『'92 Everything Tour』でも披露された。 |
| 1992年 | Everything       | 新曲として『'92 Your Everything Tour』で披露したが、音源化していない。シングル『Everything (It's you)』とは異なる曲である。                                                                                       |
| 1994年 | 花はどこへ行った | ピート・シーガーのカバー。シングル『innocent world』カップリング曲として収録する予定であったが、お蔵入りになった。                                                                                                |
| 2016年 | お伽話           | 『Mr.Children Hall Tour 2016 虹』『Mr.Children Hall Tour 2017 ヒカリノアトリエ』で披露。ドキュメンタリー映像作品『Mr.Children、ヒカリノアトリエで虹の絵を描く』で映像化されているものの、CD音源化はされていない。 |
| 2016年 | こころ           | 『Mr.Children Hall Tour 2016 虹』『Mr.Children Hall Tour 2017 ヒカリノアトリエ』で披露。ドキュメンタリー映像作品『Mr.Children、ヒカリノアトリエで虹の絵を描く』で映像化されているものの、CD音源化はされていない。 |

## ミュージック・ビデオ
Mr.Childrenの公式YouTubeチャンネルにおいて、バンドの全ミュージック・ビデオが公開されている。
このうち、2018年に発売されたライブ・ビデオ『Mr.Children DOME & STADIUM TOUR 2017 Thanksgiving 25』の特典である「Mr.Children MUSIC CLIPS 1992-2017 Thanksgiving 25」において、計38曲がソフト化されている。
上記特典に収録されている作品以外でソフト化している楽曲としては、『music clips ALIVE』に収録の「タイムマシーンに乗って」「Brandnew my lover」「ALIVE」「ボレロ」、『Mr.Children 2005-2010 <macro>』初回限定盤付属DVDに収録の「Worlds end」「彩り」、『[(an imitation) blood orange]』初回限定盤付属DVDに収録の「hypnosis」「Marshmallow day」「常套句」、『SOUNDTRACKS』初回限定盤付属Blu-ray / DVDに収録の「Documentary film」がある。
| 発売日         | 曲名                                  | 公開日         |
| -------------- | ------------------------------------- | -------------- |
| 1992年5月10日  | 君がいた夏                            | 2020年4月7日   |
| 1992年12月1日  | 抱きしめたい                          | 2020年4月7日   |
| 1993年7月1日   | Replay                                | 2020年4月7日   |
| 1993年11月10日 | CROSS ROAD                            | 2020年4月7日   |
| 1994年6月1日   | innocent world                        | 2020年4月7日   |
| 1994年9月1日   | ラヴ コネクション                     | 2020年4月18日  |
| 1994年11月10日 | Tomorrow never knows                  | 2013年5月28日  |
| 1995年5月10日  | 【es】 〜Theme of es〜                | 2020年4月7日   |
| 1995年8月10日  | シーソーゲーム 〜勇敢な恋の歌〜       | 2020年4月7日   |
| 1996年4月10日  | 花 -Mémento-Mori-                     | 2013年5月28日  |
| 1997年2月5日   | Everything (It's you)                 | 2020年4月7日   |
| 1997年3月5日   | タイムマシーンに乗って                | 2020年4月15日  |
| 1997年3月5日   | Brandnew my lover                     | 2020年4月15日  |
| 1997年3月5日   | ALIVE                                 | 2020年4月15日  |
| 1997年3月5日   | ボレロ                                | 2020年4月15日  |
| 1998年2月11日  | ニシエヒガシエ                        | 2013年5月28日  |
| 1998年10月21日 | 終わりなき旅                          | 2020年4月7日   |
| 1999年1月13日  | 光の射す方へ                          | 2013年5月28日  |
| 1999年5月12日  | I'LL BE                               | 2020年4月7日   |
| 2000年1月13日  | 口笛                                  | 2020年4月7日   |
| 2000年8月9日   | NOT FOUND                             | 2013年6月12日  |
| 2001年8月22日  | 優しい歌                              | 2020年4月7日   |
| 2001年11月7日  | youthful days                         | 2013年6月26日  |
| 2002年1月1日   | 君が好き                              | 2013年5月28日  |
| 2002年7月10日  | Any                                   | 2013年6月19日  |
| 2002年12月11日 | HERO                                  | 2013年5月28日  |
| 2003年11月19日 | 掌                                    | 2013年6月5日   |
| 2003年11月19日 | くるみ                                | 2013年5月28日  |
| 2004年5月26日  | Sign                                  | 2013年5月28日  |
| 2005年6月29日  | 未来                                  | 2020年4月7日   |
| 2005年6月29日  | and I love you                        | 2013年5月28日  |
| 2005年9月21日  | Worlds end                            | 2020年4月7日   |
| 2006年7月5日   | 箒星                                  | 2020年4月7日   |
| 2006年11月15日 | しるし                                | 2013年5月28日  |
| 2006年11月15日 | ひびき                                | 2020年4月7日   |
| 2007年1月24日  | フェイク                              | 2013年5月28日  |
| 2007年3月14日  | 彩り                                  | 2013年5月28日  |
| 2007年10月31日 | 旅立ちの唄                            | 2020年4月7日   |
| 2008年7月30日  | GIFT                                  | 2013年5月28日  |
| 2008年9月3日   | HANABI                                | 2013年5月28日  |
| 2008年11月1日  | 花の匂い                              | 2013年5月28日  |
| 2008年12月10日 | エソラ                                | 2013年5月28日  |
| 2012年4月18日  | 祈り 〜涙の軌道                       | 2013年5月28日  |
| 2012年8月29日  | hypnosis                              | 2013年5月28日  |
| 2012年11月28日 | Marshmallow day                       | 2020年4月7日   |
| 2012年11月28日 | 常套句                                | 2013年5月28日  |
| 2013年5月29日  | REM                                   | 2013年5月28日  |
| 2014年11月19日 | 足音 〜Be Strong                      | 2014年11月6日  |
| 2017年1月11日  | ヒカリノアトリエ                      | 2020年4月7日   |
| 2017年7月26日  | himawari                              | 2017年9月9日   |
| 2017年7月26日  | himawari (Live ver.)                  | 2017年7月14日  |
| 2018年1月19日  | here comes my love (Music Short Film) | 2018年2月19日  |
| 2018年10月3日  | Your Song                             | 2018年10月3日  |
| 2018年10月3日  | Your Song (Original Story)            | 2018年10月3日  |
| 2018年10月3日  | SINGLES                               | 2020年4月7日   |
| 2020年12月2日  | Brand new planet (from "MINE")        | 2020年10月27日 |
| 2020年12月2日  | Documentary film                      | 2020年11月18日 |
| 2020年12月2日  | Documentary film (from "MINE")        | 2020年12月1日  |
| 2022年5月11日  | 生きろ                                | 2022年5月10日  |
| 2023年10月4日  | Fifty's map ～おとなの地図            | 2023年10月3日  |
| 2023年10月4日  | ケモノミチ                            | 2024年4月12日  |
| 2023年10月4日  | ケモノミチ (Lyric Video)              | 2023年9月16日  |

## ストリーミング認定
2018年5月10日、各配信サイトにてこれまでの全シングル・アルバムのサブスクリプション配信が開始した。日本レコード協会でストリーミング認定された楽曲は下記の通り。
| 曲名                                | 認定                       |
| ----------------------------------- | -------------------------- |
| 「HANABI」                          | シルバー認定（2020年4月）  |
| 「HANABI」                          | ゴールド認定（2020年7月）  |
| 「HANABI」                          | プラチナ認定（2022年3月）  |
| 「innocent world」                  | シルバー認定（2021年6月）  |
| 「innocent world」                  | ゴールド認定（2022年7月）  |
| 「Sign」                            | シルバー認定（2021年7月）  |
| 「Sign」                            | ゴールド認定（2022年8月）  |
| 「名もなき詩」                      | シルバー認定（2021年9月）  |
| 「名もなき詩」                      | ゴールド認定（2022年8月）  |
| 「シーソーゲーム 〜勇敢な恋の歌〜」 | シルバー認定（2021年10月） |
| 「シーソーゲーム 〜勇敢な恋の歌〜」 | ゴールド認定（2023年1月）  |
| 「himawari」                        | シルバー認定（2021年10月） |
| 「しるし」                          | ゴールド認定（2023年5月）  |
| 「抱きしめたい」                    | ゴールド認定（2023年6月）  |
| 「GIFT」                            | ゴールド認定（2023年7月）  |
| 「終わりなき旅」                    | ゴールド認定（2023年9月）  |
| 「365日」                           | ゴールド認定（2023年9月）  |
| 「Tomorrow never knows（remix）」   | ゴールド認定（2023年11月） |
| 「Tomorrow never knows」            | ゴールド認定（2024年4月）  |
| 「足音 〜Be Strong」                | ゴールド認定（2024年4月）  |

## タイアップ
| 起用年            | 楽曲                                                                                    | タイアップ                                                                            |
| ----------------- | --------------------------------------------------------------------------------------- | ------------------------------------------------------------------------------------- |
| 1992年            | 虹の彼方へ                                                                              | テレビ神奈川『ミュージックトマトJAPAN』テーマソング                                   |
| 1992年            | 星になれたら                                                                            | テレビ神奈川『ミュージックトマトJAPAN』テーマソング                                   |
| 1993年            | 君の事以外は何も考えられない                                                            | 矢崎総業CMソング                                                                      |
| 1993年            | 虹の彼方へ                                                                              | OVA『湘南爆走族9 俺とお前のGOOD LUCK!』主題歌                                         |
| 1993年            | Replay                                                                                  | 江崎グリコ「ポッキー」CMソング                                                        |
| 1993年            | CROSS ROAD                                                                              | 日本テレビ系ドラマ『同窓会』主題歌                                                    |
| 1994年            | innocent world                                                                          | 日本コカ・コーラ「アクエリアス ネオ/アクエリアス イオシス」CMソング                   |
| 1994年            | Tomorrow never knows                                                                    | フジテレビ系水曜劇場『若者のすべて』主題歌                                            |
| 1994年            | 星になれたら                                                                            | フジテレビ系水曜劇場『若者のすべて』挿入歌                                            |
| 1995年            | 【es】 〜Theme of es〜                                                                  | 東宝配給映画『【es】 Mr.Children in FILM』主題歌                                      |
| 1995年            | 【es】 〜Theme of es〜                                                                  | 「'95 角川文庫の名作100」CMソング                                                     |
| 1996年            | 名もなき詩                                                                              | フジテレビ系月9ドラマ『ピュア』主題歌                                                 |
| 1996年            | 抱きしめたい                                                                            | フジテレビ系月9ドラマ『ピュア』最終回挿入歌                                           |
| 1996年            | また会えるかな                                                                          | 日産自動車「ブルーバード」CMソング                                                    |
| 1997年            | Everything (It's you)                                                                   | 日本テレビ系ドラマ『恋のバカンス』主題歌                                              |
| 1998年            | ニシエヒガシエ                                                                          | フジテレビ系ドラマ『きらきらひかる』主題歌                                            |
| 1998年            | 終わりなき旅                                                                            | フジテレビ系ドラマ『殴る女』主題歌                                                    |
| 1999年            | I'LL BE                                                                                 | ブリストル・マイヤーズ スクイブ「SEA BREEZE」CMソング                                 |
| 1999年            | ニシエヒガシエ                                                                          | フジテレビ系スペシャルドラマ『きらきらひかる2』主題歌                                 |
| 2000年            | ニシエヒガシエ                                                                          | フジテレビ系スペシャルドラマ『きらきらひかる3』主題歌                                 |
| 2000年            | NOT FOUND                                                                               | フジテレビ系月9ドラマ『バスストップ』主題歌                                           |
| 2001年            | Everything is made from a dream                                                         | BIGLOBE「Mr.Children Alternative」CMソング                                            |
| 2001年            | 優しい歌                                                                                | アサヒ飲料「WONDA」CMソング                                                           |
| 2001年            | youthful days                                                                           | フジテレビ系月9ドラマ『アンティーク 〜西洋骨董洋菓子店〜』主題歌                      |
| 2001年            | 君が好き                                                                                | フジテレビ系月9ドラマ『アンティーク 〜西洋骨董洋菓子店〜』挿入歌                      |
| 2002年            | 蘇生                                                                                    | アサヒ飲料「WONDA」CMソング                                                           |
| 2002年            | Any                                                                                     | NTTドコモ「NTT DoCoMo Group 10th Anniversary」キャンペーンCMソング                    |
| 2002年            | HERO                                                                                    | NTTドコモ「NTT DoCoMo Group 10th Anniversary」キャンペーンCMソング                    |
| 2003年            | 名もなき詩                                                                              | 大王製紙「エリエール」CMソング                                                        |
| 2003年            | Drawing                                                                                 | 日本テレビ系ドラマ『幸福の王子』主題歌                                                |
| 2003年            | くるみ                                                                                  | NTTドコモCMソング                                                                     |
| 2004年            | くるみ                                                                                  | NTTドコモ東北CMソング                                                                 |
| 2004年            | PADDLE                                                                                  | NTTドコモ「FOMA 900iシリーズ」CMソング                                                |
| 2004年            | Sign                                                                                    | TBS系日曜劇場『オレンジデイズ』主題歌                                                 |
| 2004年            | タガタメ                                                                                | 日清食品「カップヌードル "NO BORDER"」CMソング                                        |
| 2005年            | タガタメ                                                                                | 愛・地球博「国際赤十字・赤新月パビリオン」イメージソング                              |
| 2005年            | 未来                                                                                    | 大塚製薬「ポカリスエット」CMソング                                                    |
| 2005年            | and I love you                                                                          | 日清食品「カップヌードル "NO BORDER"」CMソング                                        |
| 2005年            | ヨーイドン                                                                              | フジテレビ系教養番組『ポンキッキーズ』エンディングテーマ                              |
| 2005年            | ヨーイドン                                                                              | フジテレビ系教養番組『ガチャガチャポン!』オープニングテーマ                           |
| 2005年            | ランニングハイ                                                                          | 東映配給映画『フライ,ダディ,フライ』主題歌                                            |
| 2006年            | 僕らの音                                                                                | 日清食品「カップヌードル "NO BORDER"」CMソング                                        |
| 2006年            | 箒星                                                                                    | トヨタ自動車「トビラを開けよう」キャンペーンCMソング                                  |
| 2006年            | しるし                                                                                  | 日本テレビ系水曜ドラマ『14才の母』主題歌                                              |
| 2007年            | くるみ -for the Film- 幸福な食卓                                                        | 松竹配給映画『幸福な食卓』主題歌                                                      |
| 2007年            | フェイク                                                                                | 東宝配給映画『どろろ』主題歌                                                          |
| 2007年            | 彩り                                                                                    | オリンパス「デジタル一眼レフカメラ E-410 E-510」CMソング                              |
| 2007年            | 旅立ちの唄                                                                              | 東宝配給映画『恋空』主題歌                                                            |
| 2007年            | 旅立ちの唄                                                                              | NTT東日本CMソング                                                                     |
| 2007年            | いつでも微笑みを                                                                        | 損害保険ジャパンCMソング                                                              |
| 2008年            | 少年                                                                                    | NHKドラマ8『バッテリー』主題歌                                                        |
| 2008年            | GIFT                                                                                    | NHK北京オリンピック・パラリンピック放送テーマソング                                   |
| 2008年            | HANABI                                                                                  | フジテレビ系ドラマ『コード・ブルー -ドクターヘリ緊急救命-』主題歌                     |
| 2008年            | 花の匂い                                                                                | 東宝配給映画『私は貝になりたい』主題歌                                                |
| 2009年            | HANABI                                                                                  | フジテレビ系ドラマ『コード・ブルー -ドクターヘリ緊急救命- 新春スペシャル』主題歌      |
| 2009年            | 風と星とメビウスの輪                                                                    | フジテレビ系ドラマ『コード・ブルー -ドクターヘリ緊急救命- 新春スペシャル』挿入歌      |
| 2009年            | 声                                                                                      | フジテレビ系ドラマ『コード・ブルー -ドクターヘリ緊急救命- 新春スペシャル』挿入歌      |
| 2009年            | fanfare                                                                                 | 東映系アニメ映画『ONE PIECE FILM STRONG WORLD』主題歌                                 |
| 2009年            | 365日                                                                                   | NTT東日本・NTT西日本CFタイアップソング                                                |
| 2010年            | HANABI                                                                                  | フジテレビ系月9ドラマ『コード・ブルー -ドクターヘリ緊急救命- 2nd season』主題歌       |
| 2010年            | 声                                                                                      | フジテレビ系月9ドラマ『コード・ブルー -ドクターヘリ緊急救命- 2nd season』最終回挿入歌 |
| 2011年            | 蘇生                                                                                    | BBC EARTH製作映画『ライフ -いのちをつなぐ物語-』主題歌                                |
| 2012年            | 祈り 〜涙の軌道                                                                         | 東宝配給映画『僕等がいた 前篇』主題歌                                                 |
| 2012年            | pieces                                                                                  | 東宝配給映画『僕等がいた 後篇』主題歌                                                 |
| 2012年            | GIFT                                                                                    | 資生堂「MAQuillAGE」CMソング                                                          |
| 2012年            | Sign                                                                                    | 住友生命CMソング                                                                      |
| 2012年            | Happy Song                                                                              | フジテレビ系情報番組『めざましテレビ』テーマソング                                    |
| 2012年            | youthful days                                                                           | キリンビバレッジ「大人のキリンレモン」CMソング                                        |
| 2012年            | hypnosis                                                                                | 日本テレビ系水曜ドラマ『トッカン -特別国税徴収官-』主題歌                             |
| 2012年            | Marshmallow day                                                                         | 資生堂「MAQuillAGE」CMソング                                                          |
| 2012年            | 常套句                                                                                  | フジテレビ系ドラマ『遅咲きのヒマワリ 〜ボクの人生、リニューアル〜』主題歌             |
| 2013年            | REM                                                                                     | 東宝配給映画『リアル ～完全なる首長竜の日～』主題歌                                   |
| 2014年            | 放たれる                                                                                | 東宝配給映画『青天の霹靂』主題歌                                                      |
| 2014年            | 足音 〜Be Strong                                                                        | フジテレビ系月9ドラマ『信長協奏曲』主題歌                                             |
| 2014年            | Melody                                                                                  | コーセー「エスプリーク」CMソング                                                      |
| 2015年            | fantasy                                                                                 | BMW「2シリーズ アクティブ ツアラー/2シリーズ グラン ツアラー」CMソング                |
| 2015年            | 進化論                                                                                  | 日本テレビ系情報番組『NEWS ZERO』テーマソング                                         |
| 2015年            | 運命                                                                                    | カルピス「カルピスウォーター」CMソング                                                |
| 2015年            | 街の風景                                                                                | 住友生命「ヤングジャパンアクション2015活動」篇CMソング                                |
| 2015年            | Starting Over                                                                           | 東宝配給映画『バケモノの子』主題歌                                                    |
| 2015年            | また会えるかな                                                                          | テレビ朝日系バラエティ番組『あいつ今何してる?』オープニングテーマ                     |
| 2016年            | 足音 〜Be Strong                                                                        | 東宝配給映画『信長協奏曲』主題歌                                                      |
| 2016年            | ヒカリノアトリエ                                                                        | NHK連続テレビ小説『べっぴんさん』主題歌                                               |
| 2017年            | ヒカリノアトリエ                                                                        | NHK連続テレビ小説『べっぴんさん』主題歌                                               |
| 蘇生              | 花王「アタック」30周年キャンペーン「30歳の挑戦者たち」CMソング                          |                                                                                       |
| himawari          | 東宝配給映画『君の膵臓をたべたい』主題歌                                                |                                                                                       |
| HANABI            | フジテレビ系月9ドラマ『コード・ブルー -ドクターヘリ緊急救命- 3rd season』主題歌         |                                                                                       |
| 君がいた夏        | NTTドコモ「NTT docomo group × Mr.Children 25th Anniversary キャンペーン」コラボCMソング |                                                                                       |
| 365日             | NTTドコモ「NTT docomo group × Mr.Children 25th Anniversary キャンペーン」コラボCMソング |                                                                                       |
| 花 -Mémento-Mori- | NTTドコモ「NTT docomo group × Mr.Children 25th Anniversary キャンペーン」コラボCMソング |                                                                                       |
| 未発表曲DEMO      | NTTドコモ「NTT docomo group × Mr.Children 25th Anniversary キャンペーン」コラボCMソング |                                                                                       |
| 抱きしめたい      | NTTドコモ dヒッツ「娘の帰り篇」CMソング                                                 |                                                                                       |
| 2018年            | here comes my love                                                                      | フジテレビ系木曜劇場『隣の家族は青く見える』主題歌                                    |
| 2018年            | HANABI                                                                                  | 東宝配給映画『劇場版コード・ブルー -ドクターヘリ緊急救命-』主題歌                     |
| 2018年            | SINGLES                                                                                 | テレビ朝日系木曜ドラマ『ハゲタカ』主題歌                                              |
| 2020年            | Birthday                                                                                | 東宝配給映画『映画ドラえもん のび太の新恐竜』主題歌                                   |
| 2020年            | 君と重ねたモノローグ                                                                    | 東宝配給映画『映画ドラえもん のび太の新恐竜』主題歌                                   |
| 2020年            | The song of praise                                                                      | 日本テレビ系情報番組『ZIP!』テーマソング                                              |
| 2020年            | others                                                                                  | キリンビール「麒麟特製ストロング」「麒麟特製レモンサワー」CMソング                    |
| 2020年            | turn over?                                                                              | TBS系火曜ドラマ『おカネの切れ目が恋のはじまり』主題歌                                 |
| 2020年            | Brand new planet                                                                        | カンテレ・フジテレビ系火9ドラマ『姉ちゃんの恋人』主題歌                               |
| 2021年            | others                                                                                  | キリンビール「麒麟特製レモンサワー」「麒麟特製辛口こだわりサワー」CMソング            |
| 2021年            | CROSS ROAD                                                                              | 東宝配給映画『夏への扉 -キミのいる未来へ-』挿入歌                                     |
| 2022年            | others                                                                                  | キリンビール「麒麟特製レモンサワー」「麒麟特製 酎ハイボール」CMソング                 |
| 2022年            | 永遠                                                                                    | Netflix映画『桜のような僕の恋人』主題歌                                               |
| 2022年            | 生きろ                                                                                  | 東宝配給映画『キングダム2 遥かなる大地へ』主題歌                                      |
| 2022年            | GIFT                                                                                    | キリンビール「麒麟特製 豊潤レモンサワー」CMソング                                     |
| 2023年            | others                                                                                  | キリンビール「麒麟特製レモンサワー」CMソング                                          |
| 2024年            | 記憶の旅人                                                                              | ハピネットファントム・スタジオ配給映画『青春18×2 君へと続く道』主題歌                 |
| 2024年            | others                                                                                  | キリンビール「麒麟特製レモンサワー」CMソング                                          |
| 2024年            | in the pocket                                                                           | 東宝配給アニメ映画『きみの色』主題歌                                                  |
| 2024年            | HANABI                                                                                  | 住友生命「あなたは、つづく。篇」CMソング                                              |
| 2025年            | 足音 ～Be Strong                                                                        | 住友生命「あなたは、つづく。足音 ～Be Strong篇」CMソング                              |

## ライブ・イベント
※公式サイト「Live」「Biography」参照。

### サポートミュージシャン
| 名前                           | パート                            | 期間                                                         | 期間                                                                    |
| 名前                           | パート                            | 開始                                                         | 終了                                                                    |
| ------------------------------ | --------------------------------- | ------------------------------------------------------------ | ----------------------------------------------------------------------- |
| 今村勝巳                       | キーボード                        | TALKING ABOUT THE POP                                        | '92 Your Everything Tour（途中）                                        |
| 原一博                         | キーボード                        | '92 Your Everything Tour（途中）                             | '94 Summer Event                                                        |
| 山崎哲也                       | パーカッション                    | '92 EVERYTHING TOUR                                          | '92 Your Everything Tour（途中）                                        |
| 酒井聡行                       | サックス                          | '93 Summer Event                                             | '94 Summer Event                                                        |
| 松本賢                         | マニピュレーター キーボード       | '93 versus tour                                              | Mr.Children STADIUM TOUR -Hounen Mansaku- 夏祭り1995 空[ku:]            |
| 浦清英                         | キーボード アコーディオン         | mr.children '94 tour innocent world                          | ap bank fes '06                                                         |
| 長田功                         | トランペット                      | mr.children '94 tour innocent world                          | Mr.Children TOUR "REGRESS OR PROGRESS" '96～'97 FINAL                   |
| 小幡英之                       | サックス                          | mr.children '94 tour innocent world                          | Mr.Children TOUR "REGRESS OR PROGRESS" '96～'97 FINAL                   |
| 大石真理恵                     | パーカッション                    | Mr.Children STADIUM TOUR -Hounen Mansaku- 夏祭り1995 空[ku:] | Mr.Children STADIUM TOUR -Hounen Mansaku- 夏祭り1995 空[ku:]            |
| 川崎悦子                       | ダンス                            | Mr.Children STADIUM TOUR -Hounen Mansaku- 夏祭り1995 空[ku:] | Mr.Children STADIUM TOUR -Hounen Mansaku- 夏祭り1995 空[ku:]            |
| 池田有希子                     | ダンス                            | Mr.Children STADIUM TOUR -Hounen Mansaku- 夏祭り1995 空[ku:] | Mr.Children STADIUM TOUR -Hounen Mansaku- 夏祭り1995 空[ku:]            |
| 田村綾子                       | ダンス                            | Mr.Children STADIUM TOUR -Hounen Mansaku- 夏祭り1995 空[ku:] | Mr.Children STADIUM TOUR -Hounen Mansaku- 夏祭り1995 空[ku:]            |
| 彩木映利                       | ダンス                            | Mr.Children STADIUM TOUR -Hounen Mansaku- 夏祭り1995 空[ku:] | Mr.Children STADIUM TOUR -Hounen Mansaku- 夏祭り1995 空[ku:]            |
| 下村智子                       | ダンス                            | Mr.Children STADIUM TOUR -Hounen Mansaku- 夏祭り1995 空[ku:] | Mr.Children STADIUM TOUR -Hounen Mansaku- 夏祭り1995 空[ku:]            |
| 河口修二                       | ギター コーラス                   | Mr.Children TOUR "REGRESS OR PROGRESS" '96～'97              | ap bank fes '06                                                         |
| SUNNY                          | キーボード コーラス ギター        | Mr.Children TOUR '99 "DISCOVERY"                             | Mr.Children & the pillows new big bang tour 〜This is Hybrid Innocent〜 |
| SUNNY                          | キーボード コーラス ギター        | Mr.Children FATHER & MOTHER 21周年祭ファンクラブツアー       |                                                                         |
| 小林武史                       | キーボード コーラス               | Mr.Children HOME TOUR 2007                                   | SUMMER SONIC 2013                                                       |
| 沖祥子                         | ヴァイオリン                      | Mr.Children HOME TOUR 2007                                   | Mr.Children HOME TOUR 2007 -in the field-                               |
| 沖祥子                         | ヴァイオリン                      | Mr.Children DOME & STADIUM TOUR 2017 Thanksgiving 25         |                                                                         |
| 伊勢三木子                     | ヴァイオリン                      | Mr.Children HOME TOUR 2007                                   | Mr.Children HOME TOUR 2007 -in the field-                               |
| 菊地幹代                       | ヴィオラ                          | Mr.Children HOME TOUR 2007                                   | Mr.Children HOME TOUR 2007 -in the field-                               |
| 四家卯大                       | チェロ                            | Mr.Children HOME TOUR 2007                                   | Mr.Children HOME TOUR 2007 -in the field-                               |
| 四家卯大                       | チェロ                            | Mr.Children DOME & STADIUM TOUR 2017 Thanksgiving 25         |                                                                         |
| 登坂亮太                       | コーラス                          | Mr.Children HOME TOUR 2007                                   | Mr.Children HOME TOUR 2007 -in the field-                               |
| 西村浩二                       | トランペット                      | Mr.Children HOME TOUR 2007                                   | Mr.Children HOME TOUR 2007 -in the field-                               |
| 西村浩二                       | トランペット                      | Mr.Children DOME & STADIUM TOUR 2017 Thanksgiving 25         |                                                                         |
| 山本拓夫                       | サックス フルート                 | Mr.Children HOME TOUR 2007                                   | Mr.Children HOME TOUR 2007 -in the field-                               |
| 山本拓夫                       | サックス フルート                 | Mr.Children Hall Tour 2016 虹                                | Mr.Children DOME & STADIUM TOUR 2017 Thanksgiving 25                    |
| 山本拓夫                       | サックス フルート                 | Mr.Children tour 2023/24 miss you                            |                                                                         |
| ナオト・インティライミ         | コーラス アコースティック・ギター | ap bank fes '08                                              | Mr.Children DOME TOUR 2009 SUPERMARKET FANTASY                          |
| 小春（チャラン・ポ・ランタン） | アコーディオン                    | Mr.Children Hall Tour 2016 虹                                | Mr.Children DOME & STADIUM TOUR 2017 Thanksgiving 25                    |
| icchie                         | トランペット トロンボーン         | Mr.Children Hall Tour 2016 虹                                | Mr.Children DOME & STADIUM TOUR 2017 Thanksgiving 25                    |
| 武嶋聡                         | サックス フルート                 | Mr.Children Hall Tour 2016 虹（島根公演のみ）                | Mr.Children Hall Tour 2016 虹（島根公演のみ）                           |
| 世武裕子                       | キーボード コーラス               | Mr.Children Tour 2018-19 重力と呼吸                          | Mr.Children Dome Tour 2019 "Against All GRAVITY"                        |
| 鈴木圭                         | サックス フルート                 | Mr.Children tour 2023/24 miss you（香川公演のみ）            | Mr.Children tour 2023/24 miss you（香川公演のみ）                       |